# Ярынак

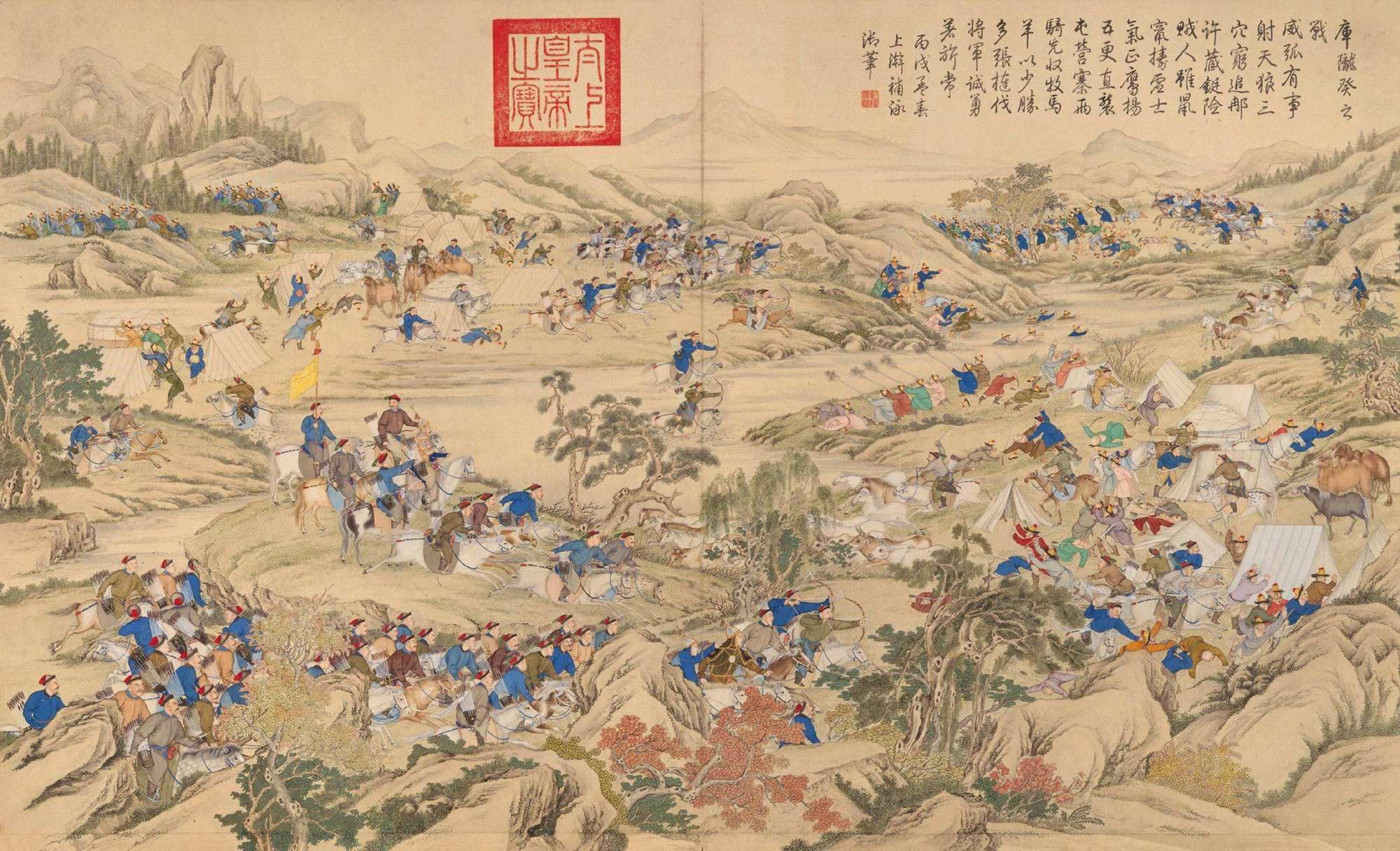
Сражение Амурсаны с маньчжурами (1758)

 Ярынак  (Чарынак, Жалнак, Еронак, алт. Jарнак, кит. трад. 扎爾納克者) — Князь Второй Чуйской Волости, чья власть была официально признана правительством Цинской Империи, а позже он стал китайским чиновником третьего ранга.

## Начало влияния Китая
В 1754 году чуйские теленгиты были втянуты в междоусобную войну Дабачи и Амурсаны. Последний бежал через Телецкое озеро в Китай к императору Хунли, который напал на Джунгарию, претендуя на её территорию, включая земли Горного Алтая. Во время вторжения маньчжуров в Горный Алтай теленгиты оказали активное сопротивление. Они возвели две крепости — за Телецким озеромъ в устье Чулышмана, а другую в 50 верстах вверх от устья Чулышмана. Помимо этого была сооружена крепость "Шилэ" у впадения речки Келенде в Чую. Здесь произошло сражение между теленгитами и цинскими войсками. В 1757 году Ярынак, опасаясь полного уничтожения своего народа или переселения в Монголию, добровольно признал зависимость от Империи Цин. При этом он стал китайским чиновником третьего ранга. От императора он получил павлинье перо, которое означало высокую оценку от монарха. Также теперь у чуйских князей появилась регалия шапка, выполненная в китайском стиле. На тот момент Чуйские Волости уже были в зависимости от России.
В 1758 году чуйские теленгиты отказались платить алман Китаю. Бежавший из российского подданства бывший старшина Танжиан и Боохола, который перешёл на сторону Династии Цин, напали на чуйских теленгитов, силой собрав с них дань для императора. В том же году на теленгитов напали «мунгальцы», угнав часть населения. После карательных экспедиций, направляемых Цинами, теленгиты двух волостей начать платить дань Китаю.

## Конфликт с казахами
В декабре 1760 году на теленгитов напали казахи. Солдаты корпуса Дурботэ отбил наступление. К слову военных было около 300 человек. В 1761 году казахи во главе с Батук-Батур ограбил чуйских теленгитов. После этого случая Батук-Батур был арестован цинскими военными.

## Конфликт с российскими алтайцами
Зимой 1763 году демичи Кукшиновой волости Битек сообщил в Кузнецкую воеводскую канцелярию, что их дючина была разбита Ярынаком. Россия констатировала, что Ярынак — это поданный Цинской империи и наказать его никак не получиться, но сибирскими властями было принято решение послать сержанта Пушкарева с воинской командой во Вторую Чуйскую Волость для приглашения Ярынака в Кузнецк, но двоеданцы объявили Пушкареву, что князь уехать в Китай с алманом.

## В культуре
В 1896 году в журнале "Живая старина" была опубликована статья Александра Калачева "Поездка к теленгетам на Алтай", где была пересказана "Легенда о переходе теленгетов на р Чую". В неё рассказывается о том, как поданные Ярынака переселялись в Чуйскую степь. 
В начале XX века Торын Энчинов рассказал две легенды о том, как Ярынак разделил некоторые алтайское сеоки на подгруппы. Эти легенды были опубликованы Бронтоем Бедюровым в труде "Слово об Алтае".

## Ссылка
- Русско-китайское двоеданничество на юге Горного Алтая